# Auroras Anlaß
Der Roman (im Titelblatt des Buches als Erzählung ausgewiesen) Auroras Anlaß des österreichischen Schriftstellers Erich Hackl erschien 1987 in Zürich und ist die erste literarische Veröffentlichung des Autors. Dargestellt wird die fiktive Ausgestaltung der realen Lebensgeschichte von Aurora Rodríguez und deren Tochter Hildegart vor dem Hintergrund der spanischen Geschichte des 20. Jahrhunderts bis 1955. Für seinen Roman erhielt Hackl den „Aspekte“-Literaturpreis des ZDF.

## Inhalt
Der Roman beginnt mit einem Mord:

„Eines Tages sah sich Aurora Rodríguez veranlasst, ihre Tochter zu töten.“

Mit vier Schüssen ins Herz und in den Kopf tötet sie ihre Tochter Hildegart, begibt sich danach mit einem prominenten Rechtsanwalt zum Justizpalast und legt ein Geständnis ab. Nachdem gleich am Anfang Täterin, Tat und Opfer bekannt sind, geht der Roman den Motiven Auroras nach, was der Titel bereits alliterierend andeutet.

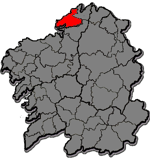
Lage von Ferrol in Galicien

### Auroras Kindheit
Die nach Tat und Geständnis einsetzende Rückblende beginnt mit Auroras Kindheit in Ferrol. Die Mutter, Pilar Carballeira, ausgebildete Lehrerin aber ausschließlich Hausfrau, wird als kalt, klerikal und konservativ dargestellt. Ihr steht der progressive Vater, Anselmo Rodríguez, Advokat und Prokurator vor Gericht, gegenüber, dessen liberale Ansichten Aurora stark beeinflussen.
Aurora wächst mit drei Geschwistern auf, die bis auf den jüngsten Sohn von einer verarmten Verwandten zu Hause unterrichtet werden. Dabei wird eine bigotte Moral deutlich, die den Jungen alles, den Mädchen aber nichts gestattet. Der 10 Jahre älteren Schwester Josefa und Aurora verbietet die Mutter schon im Kleinkindalter das Springen und das Laufen, ab dem 12. Lebensjahr dürfen die Mädchen das Haus nicht mehr ohne Begleitung verlassen. Andererseits geben die Eltern einer Küchenhilfe Geld, damit sie den ältesten Sohn in die „Praktiken der Liebe“ einführt.
Als die 7-jährige Aurora ein Mandantengespräch ihres Vaters belauscht, wird ihr zum ersten Mal die Situation der spanischen Frau deutlich. Die Mandantin ekelt sich nur noch vor ihrem Mann, fühlt sich benutzt und will sich deshalb scheiden lassen. Als der Vater ihr auseinandersetzt, dass sie dabei ihre Tochter verlieren würde, entschließt sie sich zum Bleiben:
Die Hölle aushalten. Rosa gebe ich nicht her.
Als Anselmo Rodríguez später die Bibliothek betrat, hielt seine Tochter immer noch die Puppe im Arm. Eine schöne Puppe, sagte er. Wie heißt sie denn?
Rosa, sagte Aurora. Und sie gehört mir ganz allein. (Schluss des ersten Kapitels)
In diesem negativen Umfeld von kühler Mutter und der bösartigen Schwester Josefa entwickelt sich Aurora vor allem durch heimliche Beobachtungen und Lektüre in der Bibliothek des Vaters. Als die Schwester ihr erstes Kind von José Arriola, den kleinen „Pepito“, aus Desinteresse im Elternhaus zurücklässt, übernimmt Aurora zum ersten Mal eine Mutterrolle. Gleichzeitig macht sie aber auch ihre erste Verlusterfahrung: Als der kleine Junge sich als klavierbegabtes Wunderkind erweist, nimmt Josefa ihr den Jungen weg und geht mit ihm auf Tournee.

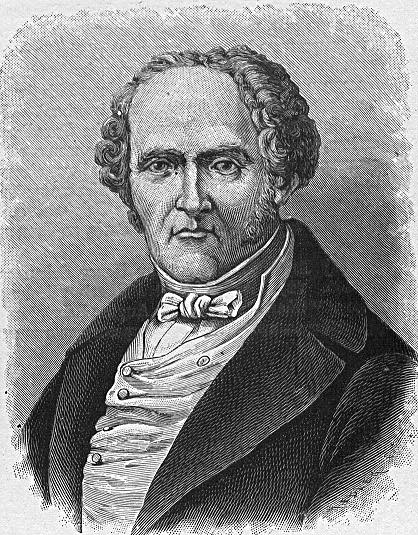
Charles Fourier

Pilar Carballeira stirbt, als Aurora 15 ist. Sie empfindet den Tod der Mutter als Befreiung und entwickelt einen engeren Kontakt zum Vater, der sie zu Debatten der Freidenker mitnimmt. Sie begegnet den Ideen Charles Fouriers und versucht, diese durch eigene Entwürfe zu realisieren. Aber der Vater fühlt sich zu alt für die konkrete Umsetzung seiner Utopien. Drei Jahre nach der Mutter stirbt auch der Vater.
Aurora ist jetzt 17 und bekommt den gutmütigen Doktor Ochoa zum Vormund, in dessen Haus sie leben muss. Sie unternimmt erste konkrete Versuche, sich politisch zu engagieren. Als sie aber sozialistischen Arbeitern das Lesen und Schreiben vermitteln will, lehnen diese eine Frau als Lehrerin ab. Als Begleiterin des Arztes in die Elendsquartiere gewinnt sie erste Eindrücke von der sozialen Not in Spanien.
Mit 23 kehrt sie volljährig ins Haus der Eltern zurück und beginnt ihren Anteil am Familienbesitz zu verkaufen. Sie produziert einen heftigen Skandal, als sie eine Anzeige aufgibt, in der sie einen Vater für ihr Kind sucht, mit dem sie aber keinerlei Beziehung eingehen wolle. Lediglich „gesund an Körper und Geist“ (Anfang Kapitel 3) müsse der Erzeuger sein. Es meldet sich nach einigen Belästigungen ein Geistlicher der Handelsmarine, der die Rolle übernimmt.

### Geburt und Erziehung Hildegarts (Kap. 4 ff)
1914 zieht Aurora nach Madrid, alle Kontakte zu Familie und Heimatstadt bricht sie ab. Schon während der Schwangerschaft wird Auroras Grundmotiv deutlich:

„[…] ihre Absicht, ein Kind in die Welt zu setzen, das die Menschheit oder einen Teil derselben befreien sollte […]“

Zu diesem Zweck folgt sie schon während der Schwangerschaft strengen Prinzipien, vermeidet Aufregung und negative Eindrücke, ernährt sich gesund, gestaltet ihr Umfeld neu. Am 8. Dezember 1914 bringt sie ihre Tochter Hildegart zur Welt.
Erst 18 Monate später meldet sie das Kind unter dem Namen „Carmen“, bei den Behörden an, ruft sie aber stets „Hildegart“, was sie sich (falsch) als „Garten der Weisheit“ übersetzt. Der Name soll die Entwicklung des Kindes positiv beeinflussen. Bei der Erziehung des Mädchens versucht sie alles, um sie von der traditionellen Frauenrolle in Spanien fernzuhalten. Sie vermeidet jeden Kontakt Hildegarts zu anderen Kindern, lässt das Kind ohne religiöse oder sexuelle Vorurteile groß werden. Die frühe Vermittlung von Zahlen und Buchstaben führt zu erstaunlichen Leistungen. Mit 3 Jahren legt Hildegart eine Prüfung im Maschinenschreiben ab.
Gleichzeitig macht sich Aurora Sorgen um die genetischen Anlagen ihrer Tochter (Kapitel 6). Von einer früheren Nachbarin erfährt sie zufällig, dass der Erzeuger sich an einer 12-jährigen Tochter seines Bruders vergangen und Geld unterschlagen haben soll. Aufgrund dieser Informationen regen sich in Aurora erste Mordgedanken.

„Zu Hause, wo Aurora Rodríguez in der größten Gefühlsbewegung auf und ab ging, kam ihr zum erstenmal in den Sinn, dem Leben ihrer Tochter, also auch dem eigenen, ein Ende zu setzen.“

Aus schlechtem Gewissen erlaubt sie Hildegart, die sich nichts sehnlicher wünscht als Kontakt zu anderen Kindern, daraufhin den Besuch einer Schule. Dazu muss sie katholisch getauft werden und nimmt später auch an der Erstkommunion teil, um sich in die Klasse zu integrieren. Aufgrund ihrer freien Ansichten wird sie auf Wunsch des Religionslehrers dennoch vom Religionsunterricht befreit.

### Hildegarts Studium und politische und publizistische Aktivitäten
Mit 13 beginnt Hildegart ein Jurastudium an der Madrider Zentraluniversität und findet dabei in Professor Méndez Bejarano einen Unterstützer, auch als zweite gesellschaftskritische Vaterfigur. Mit 14 entschließt sie sich zum Beitritt in den Jugendverband der Sozialisten und der Gewerkschaft und wird im September 1929 Vizepräsidentin des sozialistischen Jugendverbandes. Aurora begleitet Hildegart bei allen Aktivitäten, selbst beim nächtlichen Plakatekleben. Am 10. Dezember 1930 wird sie mit 16 wegen Majestätsbeleidigung angeklagt, wegen der gesellschaftlichen Umwälzungen findet der Prozess nie statt.
Parallel zu Studium und Schule beginnt Hildegart zu publizieren. Mit 12 hatte sie eine erste Studie zur Liebe in der Literatur veröffentlicht, mit dem Nachruf auf eine französische Feministin beginnt sie mit journalistischer Arbeit, zunächst für die Parteizeitung „El Socialista“.
Am 12. April 1931 kommt es durch langersehnte Wahlen zu einem gesellschaftlichen Umschwung, die Sozialisten treten in die neugebildete Regierung ein (Kap. 8). Aurora begleitet die politischen Entscheidungen Hildegarts solidarisch, dennoch gibt es einen grundlegenden Konflikt zwischen den beiden. Während die Tochter an eine langsame Umgestaltung der Gesellschaft glaubt, setzt Aurora auf einen revolutionären Umsturz, „die reinigende Kraft der Gewalt“(Kap.8).
Zunehmend stößt Hildegart auf Schwierigkeiten, sie wird von der Kirche wegen ihrer sexualpolitischen Schriften angefeindet, muss bei einem Vortrag aus dem Dorf Matavenero vor den aufgebrachten Einwohnern flüchten. Auch die Haltung der angepassten sozialistischen Funktionäre wie Manuel Cordero, deren Abscheu vor dem Schmutz der Elendsviertel, beginnt sie zu bedrücken.

„Nicht die Hütten sind eine Schande, sondern die Verhältnisse, die sie hervorbringen. Nicht diese schiefen Bretterbuden, sondern der Reichtum, der die Not zur Folge hat. Ob Herr Cordero seine Entrüstung über die Paläste, Villen und eleganten Geschäfte auch so lauthals verkünde?“

„Realpolitik macht dumm, erwiderte Hildegart, krümmt das Rückgrat, beißt sich in den Schwanz.“

1931 veröffentlicht Hildegart drei weitere Bücher zur Sexualpolitik, sie fordert die absolute Gleichheit zwischen Mann und Frau vor dem Gesetz, die Abschaffung der Ehe und propagiert die Verhütung.

„Das sexuelle Problem (…) ist der Schlüssel für alle anderen. Die vielköpfigen Familien, Ehestreit, Gewalt, sind nichts als eine Folge dieses Problems. Die sexuelle Revolution muß allen anderen vorausgehen.“

Nachdem Hildegart anonym bedroht wird, kauft Aurora von einem „Zigeuner“ eine Pistole, um ihre Tochter zu schützen (9. Kapitel).

### Entfernung von der Mutter

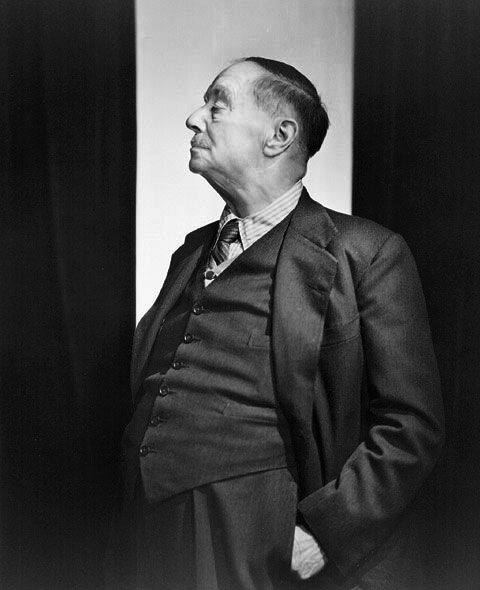
H. G. Wells

Bei einem Vortrag der neu gegründeten „Liga für Sexualreform“ lernt Hildegart den britischen Schriftsteller H.G. Wells kennen. Wells vertritt die Malthussche Position zur Bevölkerungspolitik, die für Hildegart nur Ausdruck der Angst der Reichen vor der Masse der Arbeiter ist. Er ist angetan von der emotionalen Gegenrede Hildegarts, die er ironisch „the red virgin“ nennt, und lädt sie ein, bei einem Freund von sich, dem englischen Sexualwissenschaftler Havelock Ellis zu arbeiten.
Nach ihrem Ausschluss aus der sozialistischen Partei im September 1932 veröffentlicht Hildegart ein Buch zur Kritik am Sozialismus. Wider Erwarten radikalisiert sich Hildegart nach diesem Sinneswandel nicht in Richtung Kommunismus oder Anarchosyndikalismus, sondern engagiert sich bei den fortschrittlichen, aber gemäßigten Föderalisten. Sie glaubt nicht an eine kurzfristige sozialistische Perspektive für das rückständige Spanien. In der neuen Partei lernt sie den jungen Abel Velilla kennen und beginnt sich zu Auroras Entsetzen plötzlich für Schmuck und Kleidung zu interessieren.

„Sie hatte gehofft, nach Hildegarts Bruch mit den Sozialisten wieder zum Mittelpunkt von Hildegarts Leben zu werden. Das Gegenteil war der Fall. Sie fühlte sich zunehmend an den Rand gedrängt.“

Wieder steigt die Angst vor dem Erbe von Hildegarts Erzeuger in Aurora auf. Sie reist nach Ferrol und bringt in Erfahrung, dass dieser sich schon vor 10 Jahren durch Aufhängen selbst getötet habe.
Hildegart wird zunehmend attraktiver. Um Hildegarts Verehrer abzuschrecken, erfindet Aurora einen norwegischen Verlobten der Tochter. Es kommt zum Bruch zwischen Mutter und Tochter. Hildegart verweigert jede Kommunikation, bis sie schließlich ankündigt, das Angebot, in England zu arbeiten annehmen zu wollen. Immer mehr verschärft sich der Konflikt. Hildegart beschließt, das Angebot H.G. Wells anzunehmen und nach England zu gehen.
„Du willst also allein fahren, fragte Aurora, und mich hier zurücklassen?
Natürlich.
Dann bist Du verloren. Zu schwach, um deinen Zielen treu zu bleiben.
Ich bin stark, sagte Hildegart. Ich brauche dich nicht mehr. Aber gilt das auch umgekehrt?“
Aurora fasst ihre Wut in ein Gleichnis, in dem sie Kain zum Helden der christlichen Mythologie erklärt, der seinen schwachen und angepassten Bruder, „eine Puppe in Gottes Händen“, in einer „reinigenden Tat“ beseitigt habe (Kap. 10). Lange überlegt sie, sich selbst zu töten. Nach einem letzten Überzeugungsversuch, einem zerstörerischen Gespräch über zwei Tage und zwei Nächte ohne Schlaf, beschließt sie, Hildegart zu töten. Laut Roman erklärt sich die Tochter einverstanden.
Die restlichen Kapitel erzählen das Gerichtsverfahren gegen Aurora und ihr Leben in Gefängnis und Psychiatrie, bis sich ihre Spuren in den Wirren der spanischen Geschichte verlieren.

## Themen

### Mutter-Tochter-Beziehung
Beziehungen zwischen Mutter und Tochter tauchen im Roman mehrfach auf, auch wenn Aurora und Hildegart im Zentrum des Interesses stehen. Dieses Verhältnis ist geprägt von Auroras Gegenentwurf zu ihrer Sicht der Beziehung zu ihrer eigenen Mutter. Dabei sieht Aurora das Kernproblem der eigenen Erziehung in einem Mangel an fundierter Bildung und in fehlendem weiblichem Selbstbewusstsein.
Sie entgeht aber einem Problem nicht, das auch die konservativen Mütter während der Zeit ihrer Kindheit umgetrieben hat: dem Wunsch nach dem alleinigen Verfügungsrecht über ihre Töchter, und die Gefährdung dieses Wunsches durch die Welt der Männer. Schon als Kind hat sie ja angesichts der Machtlosigkeit der Frauen in Bezug auf ihre Puppe formuliert:

„Und sie gehört mir ganz allein.“

Diesen Wunsch sieht sie durch Hildegarts erwachende Sexualität und Abnabelungsversuche gefährdet. Dabei interpretiert sie die Verlustangst um in die Angst, Hildegart könne ihre eigentliche Aufgabe verfehlen. So emotionslos das Konstrukt Auroras klingt, so emotional reagiert sie. Lieber will sie ihre Tochter töten als sie in die Freiheit entlassen.

### Erziehung
Die Erziehung Hildegarts durch Aurora folgt strengen Prinzipien, wobei die Rigidität der Durchführung erschreckt. Oberste Ziele sind die maximale Intelligenzförderung und die Erzeugung einer emanzipatorischen Mentalität. Zu diesem Zweck isoliert Aurora Hildegart von anderen Kindern, um die Übertragung von Vorurteilen zu vermeiden.
Einige der Konzepte wirken dabei durchaus im Sinne der Reformpädagogik, etwa die Auswahl von Bauspielzeug, die gesunde Ernährung und die Wertschätzung freien Spiels an der frischen Luft. Andere Ideen erscheinen zweifelhaft, etwa der – in diesem Sonderfall gelingende – Versuch, die natürliche geistige Entwicklung deutlich zu beschleunigen. Die soziale Isolation des Kindes und die alleinige Konzentration auf die Beziehung zur Mutter sind durch das Ziel der Vorurteilsvermeidung aus Auroras Sicht gerechtfertigt. Dennoch stellt der Roman durch die Vorgeschichte implizit die Frage nach dem psychologischen Hintergrund dieses Vorgehens. Das auf der bewussten Ebene zielgerichtete Verhalten Auroras erscheint ebenso als ein Versuch, sich die völlige und unbeschränkte Erziehungsgewalt über die Tochter zu sichern.
In kleinen Episoden zeigt der Roman, in welche Schwierigkeiten die kleine Hildegart im prüden Spanien durch ihren Mangel an Vorurteilen und sozialen Kontakten gerät. Als sie etwa mit ihrem Dienstmädchen Julia Sanz bei einem Fotografen ist, bemerkt sie dessen Interesse an Julia:

„Er hat einen Penis, sagte Hildegart, und steckt ihn in deine Vagina. Und dann kommt Samen raus und befruchtet eine Eizelle, und dann beginnt ein Kind in deinem Bauch zu wachsen. Und dann kommt es heraus und spielt mit mir. Darf es mit mir spielen?“

### Rolle der Frau in Spanien
Der Roman zeichnet ein durchaus zwiespältiges Frauenbild. Dem Elend der Frauen aus den unteren Schichten steht der Konservatismus der bürgerlichen Frauen gegenüber. Sie treten aktiv ein für die kirchlichen und gesellschaftlichen Regeln, die ihre Unterlegenheit festhalten, und vertreten diese massiv bei der Erziehung ihrer Töchter. Aus dieser Welt wollen Aurora und ihre Tochter Hildegart ausbrechen, im Zentrum ihres Engagements steht die Aufklärung und Emanzipation der Frauen. Dabei ist ihnen durchaus bewusst, dass ihre Zeitgenossinnen eher auf der konservativ-kirchlichen Seite stehen, dass das Frauenwahlrecht also zunächst eher den Konservativen nützt.
Die negativen Seiten der Frauen zeigt der Roman vor allem an Auroras Mutter und Auroras älterer Schwester Josefa. Neben dem konservativen Denken stellt Hackl vor allem das emotionslose, kalte Verhältnis zu den eigenen Kindern heraus, die man von Dienstboten erziehen lässt.

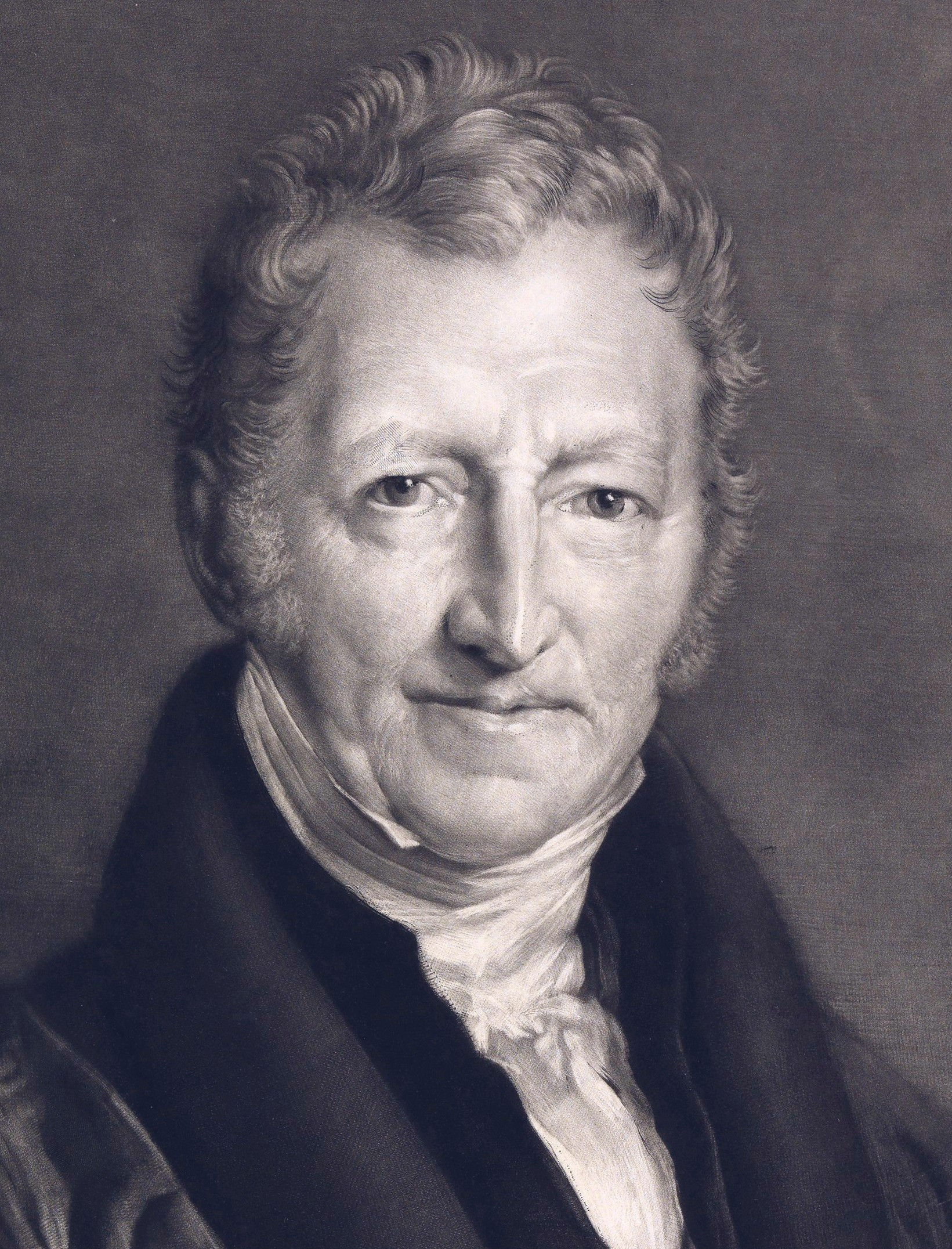
Thomas Malthus

### Sexualpolitik
Ein zentrales politisches Thema des Romans ist die Bevölkerungspolitik. Sowohl Auroras Vater als auch Hildegart sehen im Anschluss an den britischen Ökonomen Thomas Robert Malthus das exponentielle Bevölkerungswachstum als wesentliche Ursache des sozialen Elends. Dem könne prinzipiell kein exponentielles Wachstum der Nahrungsmittelproduktion gegenüberstehen. Sexuelle Aufklärung tue Not und sei ein zentrales Mittel der Politik.
Die historische Hildegart Rodríguez schrieb zahlreiche Bücher und Artikel zu diesem Thema und war 1932 Sekretär der „Liga para la Reforma Sexual“. Die Ideen der Frauenemanzipation und der sexuellen Aufklärung waren bei Sozialisten und Kommunisten um 1930 äußerst umstritten. Die Probleme der Frauen erschienen als „Nebenwiderspruch“ im Vergleich zu der eigentlichen ökonomischen Problematik. Dennoch hatten die Debatten um die Sexualität eine große Anziehungskraft, vor allem auf die Jugend, und wurde deshalb zeitweise geduldet. Wilhelm Reich hat diese Probleme für den deutschsprachigen Raum anschaulich dargestellt.

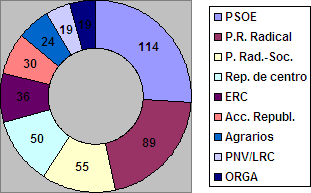
Sitzverteilung im spanischen Parlament der 2. Republik

## Historischer Hintergrund
vgl. auch den Wikipedia-Artikel zur Geschichte Spaniens
Der Roman folgt weitgehend den historischen Ereignissen um Aurora Rodríguez und ihrer Tochter Hildegart Rodríguez Carballeira, die schon der Zeitgenosse der Frauen, Eduardo de Guzmán in den 70er Jahren dargestellt hatte. 1977 wurden die Ereignisse verfilmt (s. u.). Die spanische Autorin Hildegart Rodríguez hatte sich massiv für die sexuelle Befreiung und soziale Emanzipation der Frauen eingesetzt.
Weiterhin werden anhand des Falles die politische und soziale Entwicklung in Spanien vorgestellt, vor allem in der ersten Hälfte des 20. Jahrhunderts. Im Vordergrund stehen dabei die politischen Positionen der spanischen Sozialisten und Föderalisten.
Hildegart Rodríguez engagiert sich zunächst bei den Sozialisten („Juventudes Socialistas“). Ein wichtiger Teil der Handlung spielt während der Gründungszeit der zweiten spanischen Republik nach dem 14. April 1931 unter Regierungsbeteiligung der Sozialisten. Hildegart Rodríguez engagiert sich besonders im Bereich der Frauenemanzipation und der Sexualpolitik. Sie verlässt die Partei schließlich, angewidert von einer Realpolitik, die die sozialen Verhältnisse zementiert, anstatt sie zu verändern und abgestoßen von den selbstsüchtigen Funktionären.
Wider Erwarten radikalisiert sich Hildegart nach diesem Sinneswandel nicht in Richtung Kommunismus oder Anarchosyndikalismus, sondern engagiert sich bei den fortschrittlichen, aber gemäßigten Föderalisten (Partido Republicano Federal). Als Hauptbegründung stellt Hackl Hildegarts Misstrauen gegen starke Zentralgewalten dar, das sie mit vielen Spaniern geteilt habe. Hier bekommen vor allem die nicht näher dargestellten Kommunisten eine Absage, aber auch die Anhänger Francos.
Ein weiterer Aspekt der politischen Kontroversen, die der Roman verarbeitet, ist die Rolle der sozialistischen Funktionäre, die von den sozial Schwachen, welche sie eigentlich vertreten sollen im Grunde angewidert sind, und die stattdessen nur auf Karrieremöglichkeiten aus sind.
Eine andere politische Idee, die der Roman thematisiert, ist die Utopie eines von Landarbeitern in sozialer Gemeinschaft bewirtschafteten Gutes im Anschluss an den Frühsozialisten Charles Fourier, der sich auch schon für die Freiheit in der Liebe ausgesprochen hatte. Schon Auroras Vater hatte begeistert von einem Landgut berichtet, das die Landarbeiter, vom Vorbesitzer als Erben eingesetzt, gemeinsam bewirtschafteten. Aurora hatte nach dem Vorbild der Phalanstère von Fourier konkrete Pläne zur Umsetzung dieser Idee mit Hilfe des Vermögens der Familie entwickelt. Als die Planung konkreter wird, distanziert sich der Vater zur Enttäuschung Auroras von dem Vorhaben, mit der Begründung, er sei dafür zu alt.

## Literarische Verfahren
Ein typisches Verfahren für Hackl ist es, die Ereignisse vom Ende, vom Resultat her aufzurollen. Dies betrifft nicht nur die Gesamtstruktur des Romans, sondern auch kleinere Erzähleinheiten. So beginnt etwa die Darstellung von Auroras Kindheit mit dem Tode der Eltern und entwickelt erst dann das Leben der Familie bis zu diesem Einschnitt. Der Erzähler hält sich also nicht an die Chronologie, es gibt Zeitsprünge und ein großer Teil des Textes erscheint als Rückblende.
Ein weiterer Grundzug des Romans ist die Montage erzählender Passagen und kursiv gesetzter Dokumente. Texte von Aurora und ihrer Tochter Hildegart sowie Stellungnahmen und Zeitungsberichte sorgen für eine authentische Atmosphäre. Dennoch bleibt dabei der fiktionale Charakter des Textes erhalten, es dominieren die narrativen Elemente. Die einmontierten Passagen aus Veröffentlichungen Hildegarts nehmen aus der Rückschau Stellung zu Ereignissen ihrer Kindheit und Jugend. Auch dabei wird die Chronologie durchbrochen. Die Stellungnahmen machen zudem Interpretationsangebote, es entsteht ein Netz von Textelementen, die sich wechselseitig beleuchten. Am Ende des Romans präsentiert Hackl eine Liste der wichtigsten Quellen und kommentiert:

„Dem Autor fällt es im nachhinein schwer, das Geflecht von Fakten und Mutmaßungen zu ordnen und zu entwirren. Der Anstand erfordert es aber, wenigstens die wichtigsten Dokumente zu nennen, ohne deren Kenntnis die vorliegende Erzählung nicht hätte geschrieben werden können […]“

Hackl beleuchtet das Leben der Zeit und den Charakter der Figuren in kleinen, relativ eigenständigen Episoden. Die Sexualfeindlichkeit der Mutter Auroras etwa beleuchtet Hackl, indem er die kleine Aurora mit einem Dienstmädchen ein dörfliches Tanzfest besuchen lässt. Dort beobachtet das Kind einen Kuss zwischen der Magd und einem Mann. Als die Mutter davon erfährt, wird das Mädchen sofort entlassen.

## Ausgaben
- Erich Hackl: Auroras Anlaß. Zürich 1987

### Übersetzungen
- Aurora’s falen. Een vertelling. (Theodor Duquesnoy.) Amsterdam: Amber 1988
- Auroras Foranledning. Roman. (Niels Brunse.) Kopenhagen: Hekla 1988
- Auroras Motiv. (Lasse Tømte.) Oslo: J.W. Cappelens Forlag 1988
- Auroras skäl. (Margarethe Holmqvist.) Stockholm: Legenda 1988
- Le mobile d’Aurora. (Jean-Claude Capèle.) Paris: Fayard 1988 und Stock 1992
- O desejo de Aurora. (Maria Emília Ferros Moura.) Lissabon: Círculo de Leitores 1988
- Aurora’s Motive. (Edna McCown.) London: Jonathan Cape und New York: Knopf 1989
- Aurorin Poticaj. (Snješka Knežević.) Zagreb: Mladost 1990
- Il caso Aurora. (Fernanda Macini und Giusi Valent.) Mailand: Marcos y Marcos 1990.
- Los motivos de Aurora. (Jorge A. Pomar.) Havanna: Arte y Literatura 1991 und Montevideo: Trilce 1996
- Motivite na Aurora. Povest. (Bojtscho Damjanov.) Sofia: Izdatelstvo 7 M 1991
- Ha'ila Shel Aurora. (Shimshon Offer.) Or Yehuda: Zmora Bitan 1992
- Aurohora no douki. Tokyo: Quintessence 1992
- Rasti Aurora. Novelë. (Sadetin Hoxha.) Shkodër: Camaj - Pipa 2002